# Stefan Stern
Carl Johan Stefan Stern, född 1 april 1970, är en svensk finansman och tidigare socialdemokratisk politiker.

## Biografi
Han är senior advisor på familjekontrollerade investeringsbolaget Nordstjernan AB. Han är även senior advisor till Wallenberg Foundations AB. Därutöver driver han det egna bolaget Stern Advisory och sitter i olika styrelser. Åren 2013–2018 tillhörde han företagsledningen i Wallenbergs investmentbolag Investor. Han var tidigare svensk socialdemokratisk politiker. Stefan Stern var åren 2007–2011 biträdande partisekreterare hos Socialdemokraterna; detta innan han gick över till näringslivet.
Stern var tidigare statssekreterare hos Mona Sahlin i Miljö- och samhällsbyggnadsdepartementet. Han ansvarade för frågor om energipolitik samt hållbar utveckling, elmarknad, EU:s utsläppshandel och CSR. Han hade också det övergripande ansvaret för det interna arbetet i departementet, såsom organisation och administration. Stefan Stern har också varit planeringschef hos Göran Persson i statsministerns kansli, statsrådsberedningen och informationschef i Näringsdepartementet. Under ett antal år var han Socialdemokraternas presschef, men redan under Ingvar Carlssons regeringstid var Stern informationsansvarig på Socialdepartementet.
Stern utsågs 2007 till ny verkställande direktör för Svensk Fjärrvärme. Stern har varit vice VD i det privata äldreomsorgsföretaget Silver Life och rådgivare i Magnora-koncernen.
Under januari 2008 pekades Stern ut för att ha läckt nyheten om att Pär Nuder skulle få sparken.
Från den 1 maj 2013 blev han senior advisor till Investor AB. Efter kort tid blev Stern befordrad till att bli både Investors chefslobbyist och chef för Investors kommunikation.
I Daniel Suhonens bok Partiledaren som klev in i kylan från 2014 pekas Stern ut som drivande i skapandet av drevet mot Håkan Juholt, främst genom att Stern ska ha spridit falska uppgifter om Juholts ersättningar för en lägenhet från riksdagen. Enligt Suhonen är Stern den som gav Aftonbladet de felaktiga uppgifter som startade Juholtaffären.